# Filone Erennio
Filone Erennio (Ερέννιος Φίλων; noto anche come Filone di Biblo) (40 d.C. circa – 130 d.C. circa) è stato uno storico greco antico.

## Biografia
Secondo Suda, che ci dà gli unici appigli biografici su di lui, Filone fu console a 78 anni, nell'Olimpiade CCXX (101-104 d.C.), sicché dovrebbe essere nato negli anni Trenta del primo secolo. Poiché tra le sue opere viene indicata una storia dell'impero di Adriano, la sua vita dovrebbe essersi protratta almeno fino agli anni Venti del II secolo d.C.   

## Opere
Filone scrisse opere di vario tipo, da quelle grammaticali-erudite a quelle di tipo storico-paradossografico. 
A parte Suda, le fonti testimoniano opere come Sul dialetto dei Romani, Sulla Crestomazia, Sui verbi, Sulle sinonimie, Sull'acquisto e scelta dei libri (Περὶ κτήσεως καὶ ἐκλογῆς βιβλίων) in almeno 12 libri, cui appartengono forse anche gli Ιατρικά (Sui medici). Letteraria e storica a un tempo era l'opera in 30 libri Sulle città ed i loro cittadini illustri (Περὶ πόλεων καὶ οὓς ἑκάστη αὐτῶν ἐνδόξους ἤνεγκε). Fra i lavori storici sono ricordati i tre libri di Storie mirabili, quello Sull'impero di Adriano (Περὶ τῆς βασιλείας Ἀδριανοῦ) e, soprattutto, la Storia fenicia in nove libri.
Quest'ultima opera è la meglio nota di Filone, poiché ampiamente citata da Eusebio di Cesarea nella sua Preparazione Evangelica. In essa Filone, secondo la moda antigiudaica del tempo, dava ampio spazio alla "Teologia fenicia", come radice del giudaismo.

Egli, in effetti, sosteneva di tradurre le antiche opere del fenicio Sanchuniaton, descrivendo, secondo i frammenti presso Eusebio, innanzitutto la cosmogonia, per poi passare all'invenzione della religione, dell'alimentazione, del culto religioso, della lavorazione del ferro, della caccia e della pesca, della magia e della divinazione, della fabbricazione dei mattoni, della costruzione delle case. I frammenti raccontano, inoltre, la storia di Urano e Crono e trattano di altri costumi religiosi.